# Lincoln EL-serie
De Lincoln EL-serie was een modelserie uit de topklasse die geproduceerd werd door de Lincoln-divisie van Ford van 1949 tot 1951. De EL-serie was de eerste nieuw ontworpen Lincoln van na de Tweede Wereldoorlog en werd onder de Cosmopolitan geplaatst binnen de Lincoln-modellijn.

## Historiek
De EL-serie bracht twee primeurs voor Lincoln: het was de eerste Lincoln die ontwikkeld werd onder de gecombineerde Lincoln-Mercury Division en het was ook de eerste Lincoln sinds 1930 die aangedreven werd door een V8-motor. Om de ontwikkelingskosten te reduceren deelde de EL-serie een groot deel van zijn carrosserie met de Mercury Eight uit 1949. Oorspronkelijk zou de EL-serie een geheel nieuwe V12-motor gekregen hebben, maar het werd uiteindelijk een V8-motor, die bovendien afkomstig was van Ford en niet van Lincoln zelf.
Net zoals zijn voorgangers uit de H-serie werd de EL-serie alleen op de markt gebracht met de merknaam Lincoln. De Cosmopolitan was pas de derde Lincoln (na de Zephyr en Continental) die een aparte modelnaam gebruikte. In 1952 verving een opnieuw ontworpen Lincoln Cosmopolitan de EL-serie, die ook weer een carrosserie deelde met Mercury.

## Ontwerp
De EL-serie die in 1949 op de markt kwam had met zijn pontoncarrosserie een veel meer gestroomlijnd uiterlijk dan de modellen uit 1948. De nieuwe tweedelige voorruit was echter ietwat ouderwets ten opzichte van de moderne styling. De Lincoln leek sterk op de Mercury, alleen een ander radiatorrooster en verzonken koplampen maakten hem uniek. De wagen werd aangedreven door een 5,5-liter V8-zijklepmotor met een vermogen van 113 kW (152 pk).
In 1950 kreeg de auto een nieuw horizontaal radiatorrooster en betere deurgrepen. Ook de verwarrende lay-out van het interieur werd aangepakt. De cabriolet werd uit het aanbod geschrapt omdat de bijna identieke cabriolet van Mercury in 1949 ruimschoots beter verkocht werd. In het najaar van 1950 kreeg de motor enkele aanpassingen om problemen met trillingen en olieverbruik aan te pakken. Ook het koelsysteem werd verbeterd.
Ook in 1951 kreeg de auto een nieuw radiatorrooster. Volgens de Standard Catalog of American Cars leek de voorkant van de Lincoln uit 1951 "als een model uit 1950 dat in een gevecht was geraakt en verloren had".

## Lincoln Lido
In juli 1950 werd de Lincoln Lido geïntroduceerd als Lincolns antwoord op de hardtops van GM uit 1949. De Lido was onder andere voorzien van een dak bekleed met stof of vinyl, dubbele buitenspiegels en een op maat gemaakt lederen interieur. De wagen beschikte standaard over een elektrisch klokje. Gedurende zijn tweejarig bestaan werden er slechts weinig Lido's verkocht omdat consumenten de voorkeur gaven aan de hardtopmodellen van GM. 

## Fotogalerij

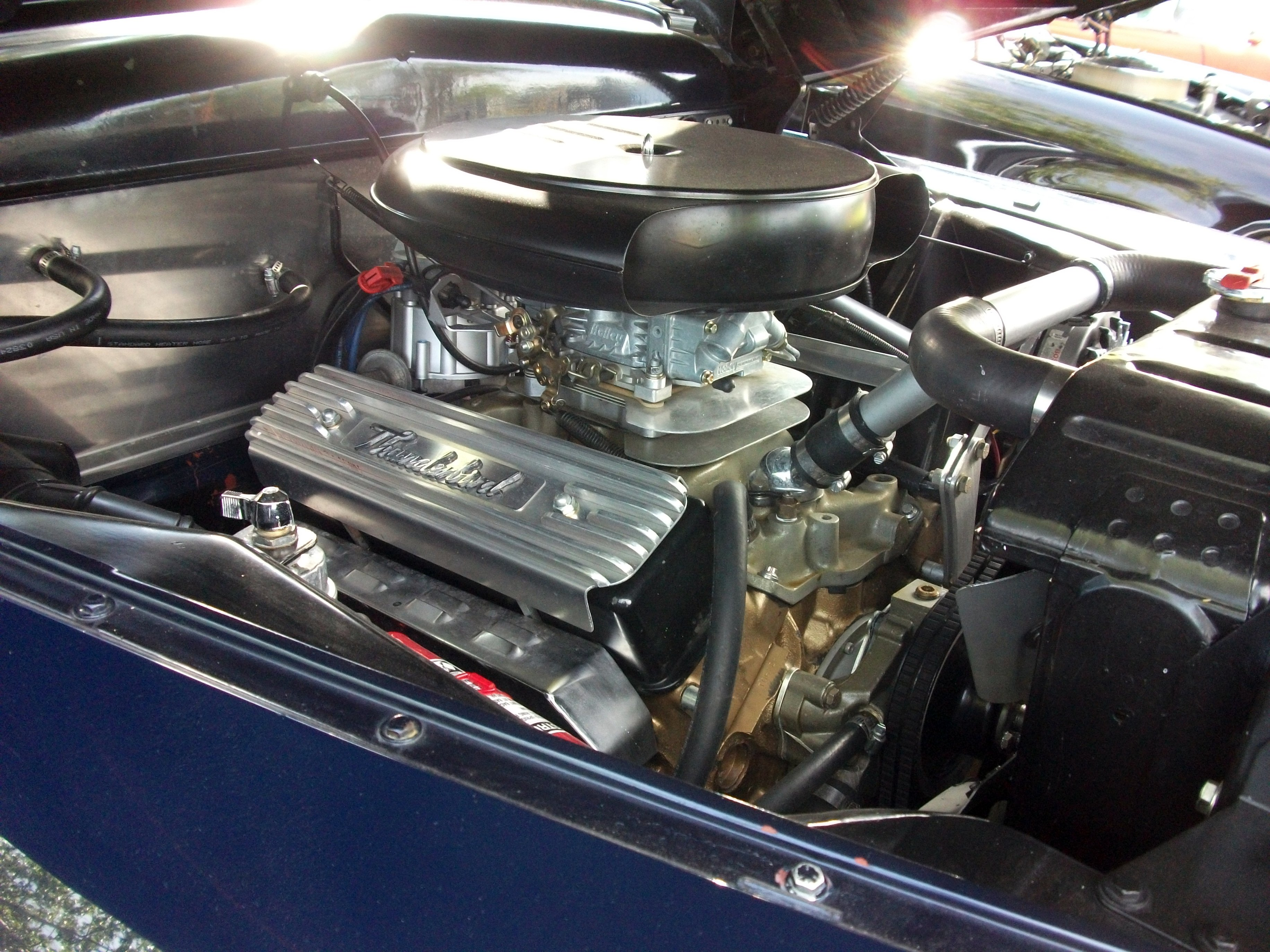
De V8-motor uit 1949
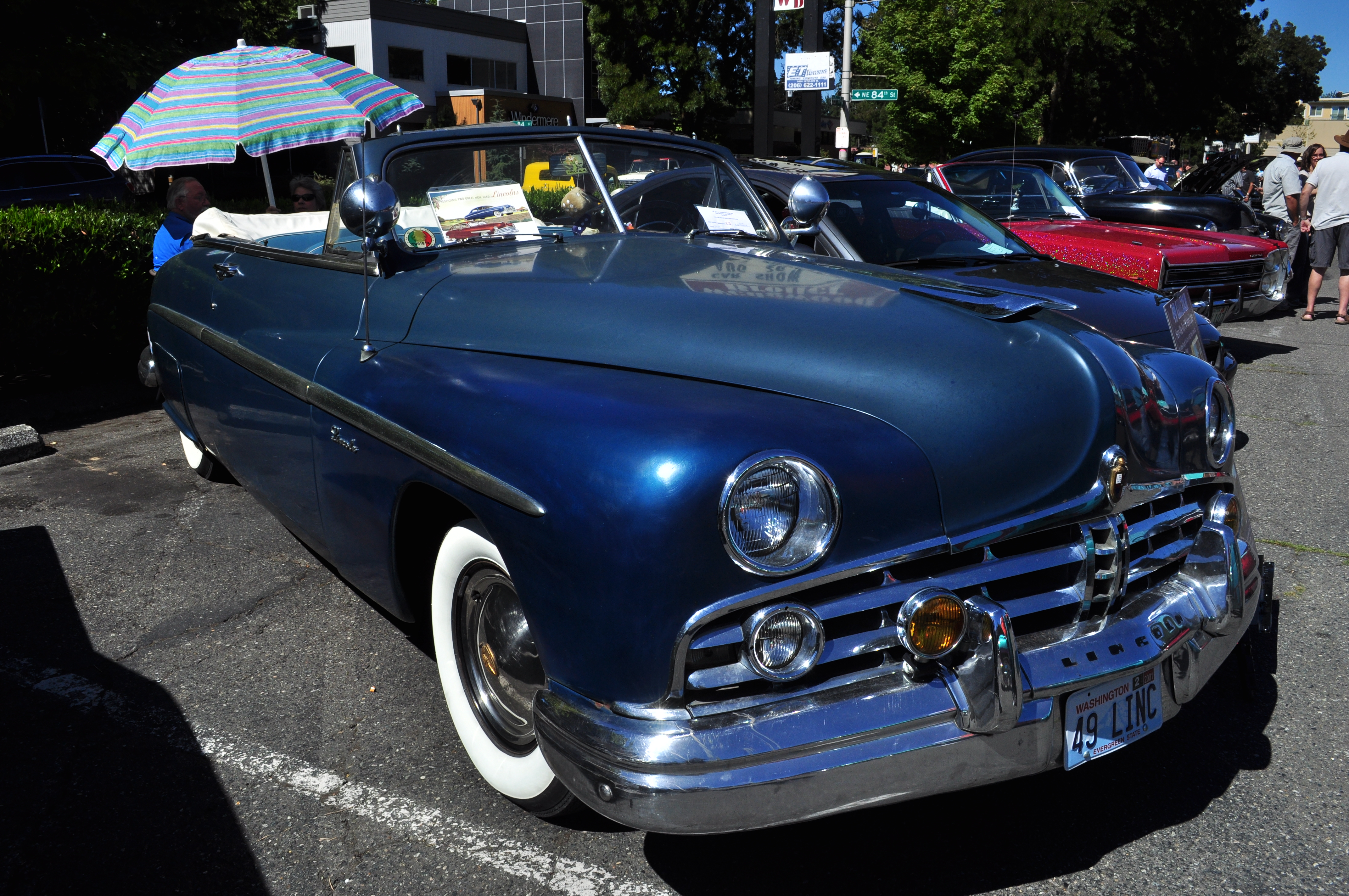
Lincoln Convertible (1949)
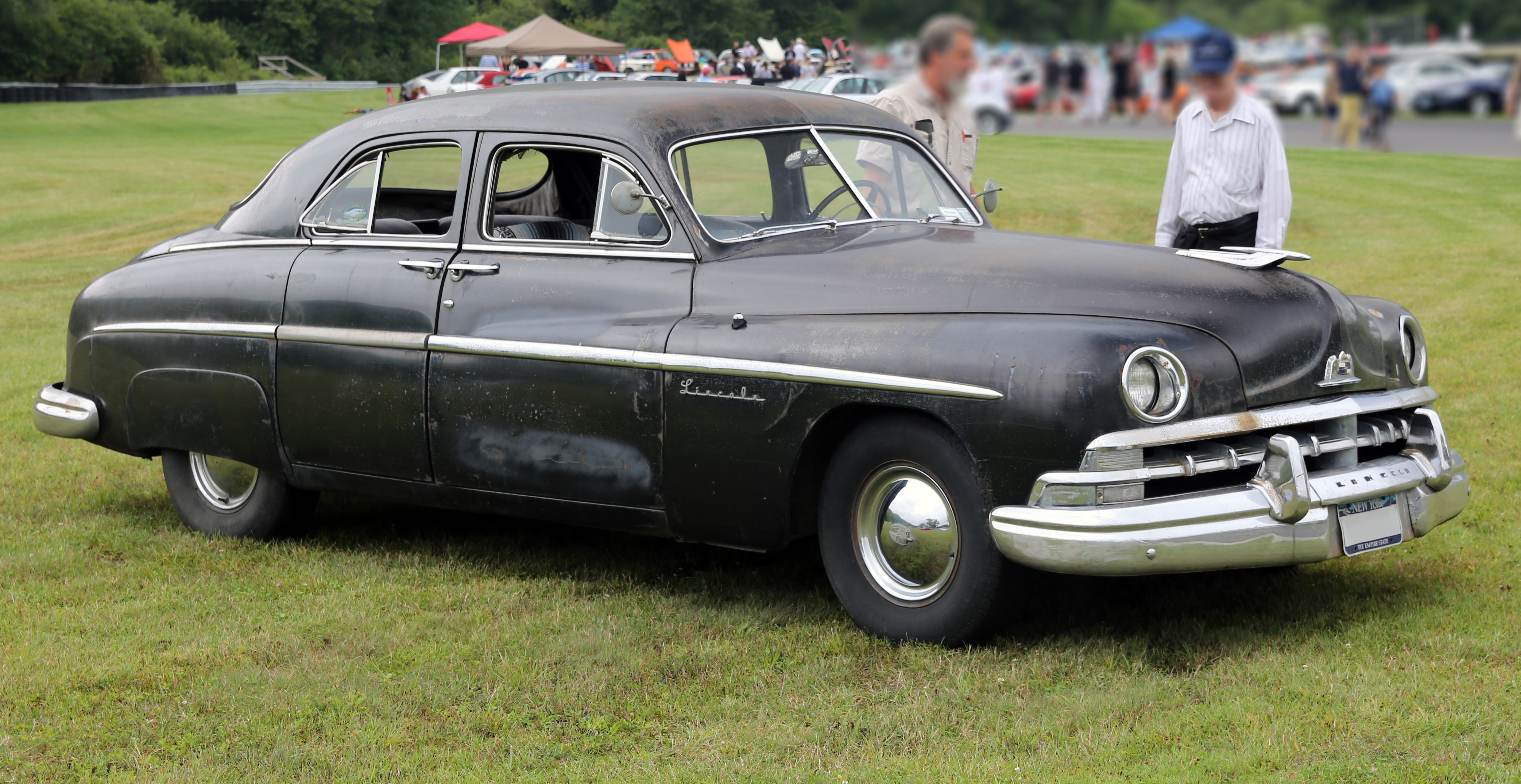
Lincoln Sedan (1950)
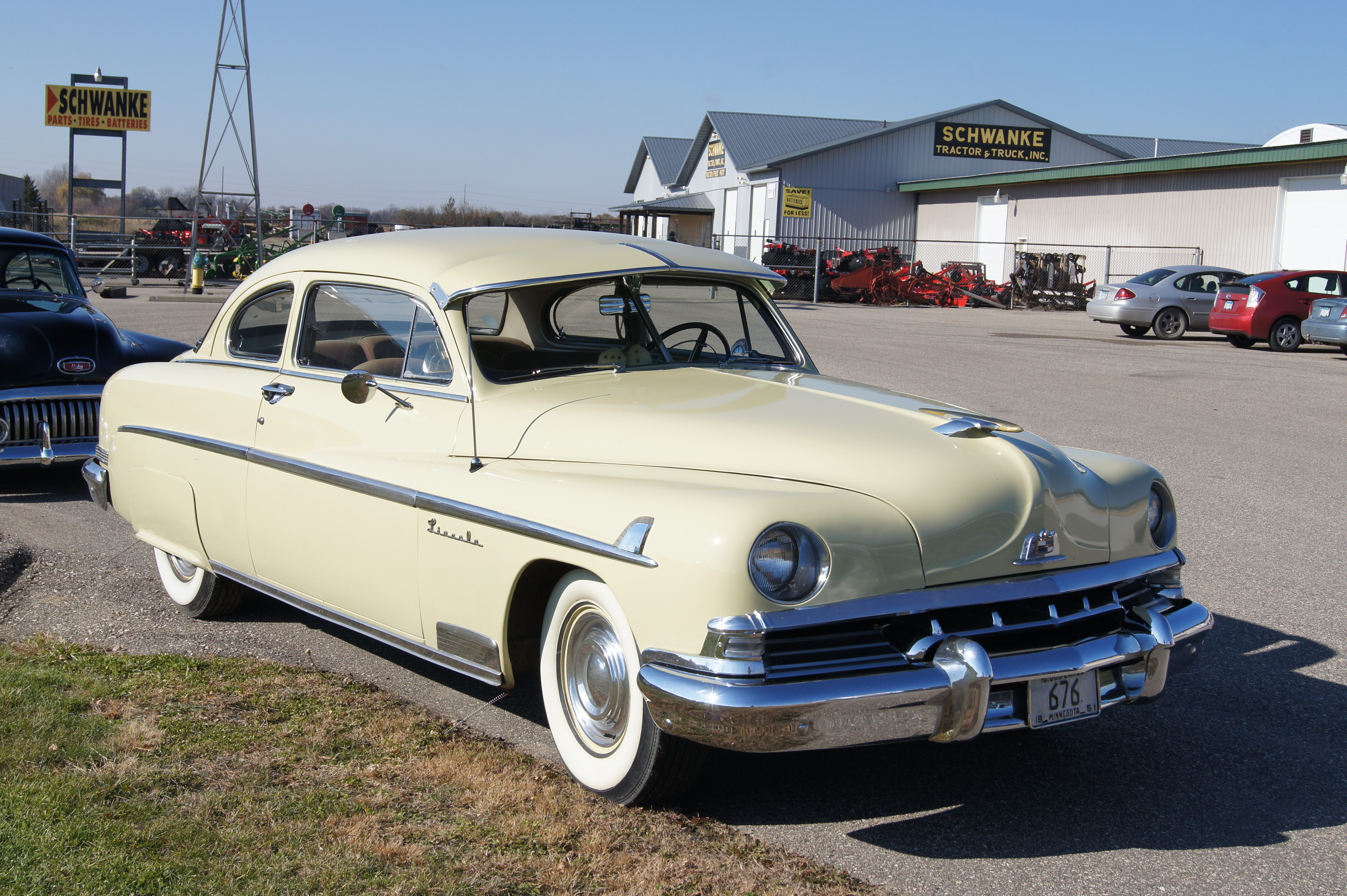
Lincoln Coupé (1951)